# 汀九村

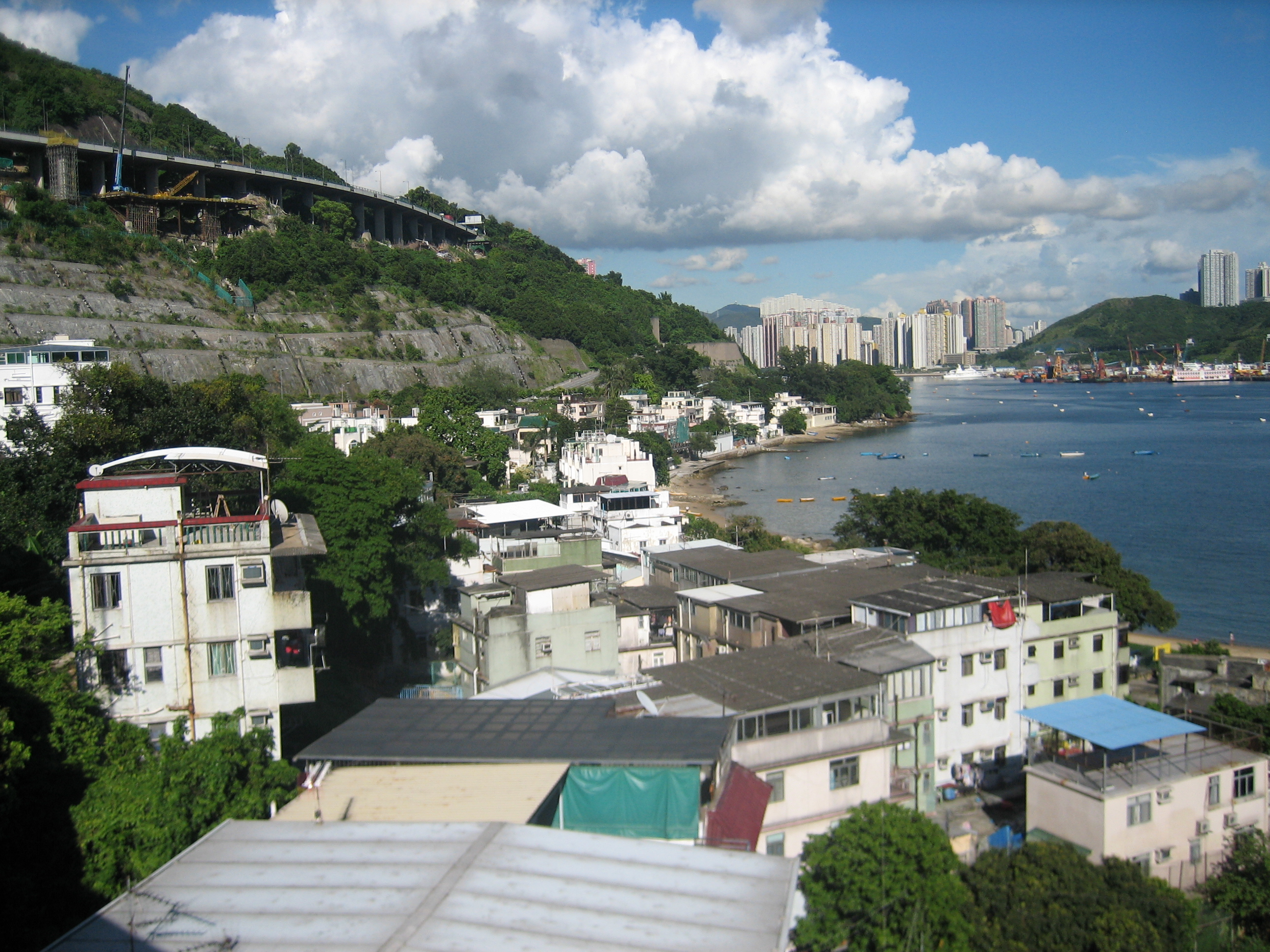
汀九村

汀九村（Ting Kau Village）是一个位于香港新界西荃湾区汀九的小村，位处青山公路沿线，邻近汀九湾、汀九桥和帝景酒店。汀九村位于屯门公路下面，该村是屯门公路双层巴士堕坡事故的发生地方。